# リチャード・ケイ
リチャード・ケイ（Richard Kaye, 1967年9月30日 ‐ ）は、イギリスのレーシングドライバー。ヨークシャーハロゲイト出身。兄のジェームズ・ケイもレーシングドライバーとして活躍した。 
モータースポーツに関わりを持つ家庭で育ち、父ピーターもエンジニアおよびチームプリンシパルとして参加していた。リチャードは現在、レーシングインストラクターとチームマネージャーとして従事している。

## 経歴

### 初期のキャリア
17歳でレース活動を開始し、ロードラリーで活躍、ステージラリーレースの道に進んだ。1988年にサーキットレースに切り替え、セントヘレンズフォードXR3iチャレンジで準優勝。 彼は1989年に最初のタイトル、セントヘレンズフォードXR2iチャンピオンを獲得。それ以来は時折レースを行っただけであったが、1993年にフォードフィエスタ XR2チャレンジでレース参戦、4位でフィニッシュ。 彼は1994年に7回のレースでの優勝を含め、シリーズの準優勝を遂げた。 

### BTCC
1995年より、兄リチャードも参戦していた、イギリスツーリングカー選手権（BTCC）にでステップアップ参戦した。家族経営のインディペンデントチームMint Motorsport Teamから参戦し、マシンも旧型のフォード・モンデオだったが、5位に入ったレースもあり、インディペンデント総合タイトル2位に入ったがこれはプライベート組チャンピオンのマット・ニールにわずか5ポイント差である。翌年も引き続き参戦。チームは元所属していたレイマルロックに切り替え、ボクスホール・キャバリエをドライブした。ケイはこの年も、独立カップで総合ポイントで上回ったにもかかわらず、リー・ブルックスに次ぐインディペンデント2位。彼は1997年のシーズン以降はBTCCに参戦しなかったが、ロシアツーリングカー選手権などに参戦。その後は、代わりにTeam Dynamicsのチームマネージャーに移りレーシングチームのマネージャーやインストラクターとして現在も活躍している。 

## レース記録

### イギリスツーリングカー選手権
（ キー ）（ 太字のレースはポールポジションを示す- 1点は、1996年以降を受賞）（ 斜体はファステストラップ｡） 
| 年     | チーム                   | 使用車両                 | 1        | 2         | 3        | 4        | 5         | 6        | 7        | 8        | 9        | 10        | 11       | 12       | 13        | 14       | 15       | 16       | 17       | 18       | 19       | 20       | 21        | 22       | 23       | 24       | 25        | 26        | 順位 | ポイント |
| ------ | ------------------------ | ------------------------ | -------- | --------- | -------- | -------- | --------- | -------- | -------- | -------- | -------- | --------- | -------- | -------- | --------- | -------- | -------- | -------- | -------- | -------- | -------- | -------- | --------- | -------- | -------- | -------- | --------- | --------- | ---- | -------- |
| 1995年 | ミント・モータースポーツ | フォード・モンデオギア   | DON 1 17 | DON 2 Ret | BRH 1 20 | BRH 2 19 | THR 1 14  | THR 2 16 | SIL 1 14 | SIL 2 18 | OUL 1 15 | OUL 2 17  | BRH 1 15 | BRH 2 15 | DON 1 17  | DON 2 14 | SIL Ret  | KNO 1 13 | KNO 2 15 | BRH 1 18 | BRH 2 17 | SNE 1 5  | SNE 2 14  | OUL 1 15 | OUL 2 15 | SIL 1 12 | SIL 2 13  |           | 24位 | 8        |
| 1996年 | ミント・モータースポーツ | ボクスホール・キャバリエ | DON 1 15 | DON 2 14  | BRH 1 14 | BRH 2 14 | THR 1 DNS | THR 2 NC | SIL 1 14 | SIL 2 10 | OUL 1 9  | OUL 2 Ret | SNE 1 8  | SNE 2 11 | BRH 1 DSQ | BRH 2 16 | SIL 1 12 | SIL 2 14 | KNO 1 11 | KNO 2 15 | OUL 1 11 | OUL 2 13 | THR 1 DNS | THR 2 15 | DON 1 13 | DON 2 16 | BRH 1 DNS | BRH 2 DNS | 17位 | 6        |